# Toots Thielemans
Jean Baptiste Thielemans, detto Toots (Bruxelles, 29 aprile 1922 – La Hulpe, 22 agosto 2016), è stato un armonicista e chitarrista belga.
Considerato il padre dell'armonica cromatica, è uno dei più apprezzati armonicisti jazz di tutti i tempi.

## Biografia
Thielemans si avvicinò molto presto alla musica suonando la fisarmonica dall'età di 3 anni, per poi dedicarsi all'armonica e alla chitarra. Spaziava indifferentemente fra i più diversi generi musicali senza mai tradire la sua vena jazz, che lo accompagnò da quando durante la seconda guerra mondiale ebbe modo di ascoltare registrazioni del chitarrista Django Reinhardt, di Louis Armstrong e Charlie Parker.
L'uso da parte di Thielemans dell'armonica e della chitarra Rickenbacker 325 alla fine degli anni cinquanta ispirò un giovane John Lennon a usare gli stessi strumenti.
Nel 1962 ottenne notevole successo con la sua composizione intitolata Bluesette, divenuta nel tempo uno standard tra i più eseguiti.
Thielemans vanta collaborazioni in studio e dal vivo con Ella Fitzgerald, Quincy Jones, George Shearing, Jaco Pastorius, Bill Evans, Natalie Cole, Elis Regina, Pat Metheny, Billy Joel e Paul Simon.
Partecipò alle colonne sonore di vari film, ma il suono della sua armonica rimane legato soprattutto a Un uomo da marciapiede.
Negli anni settanta divenne noto anche al grande pubblico televisivo italiano, grazie alla sua presenza nella sigla finale della trasmissione Milleluci (1974), durante la quale compariva al fianco di Mina, che accompagnava con la sua armonica nella canzone Non gioco più. Collaborò al terzo album di Fabio Concato, Zio Tom (1979). Inoltre partecipò, in veste di guest star, al Festival di Sanremo 1997 accompagnando l'esecuzione dei Dirotta su Cuba nel brano È andata così, e nel 2004 fu ospite del concerto di Sergio Cammariere al Pescara Jazz accompagnando il cantautore in alcuni brani.
Re Alberto II del Belgio gli ha conferito il titolo nobiliare di barone.
Uno dei più apprezzati modelli di armonica cromatica porta il suo nome: la "Toots" della Hohner.

### Gli ultimi anni e la morte
Con l'età si presentarono dei problemi polmonari che lo costrinsero a ridurre di molto le sue esibizioni. In un video spiritosamente Thielemans racconta del dolore ai polmoni e spiega di aver cercato di suonare l'armonica ugualmente, ricorrendo ad una pompetta da cucina; ma poi hanno cominciato a dolergli le mani. Così iniziò a utilizzare un asciugacapelli elettrico e ora, affermò, l'unica cosa che mi fa male è la bolletta della luce.
Il 12 marzo 2014, all'età di 91 anni, annunciò il suo ritiro.
È morto nel sonno il 22 agosto 2016, all'età di 94 anni, nell'ospedale in cui era stato ricoverato qualche giorno prima.

## Discografia

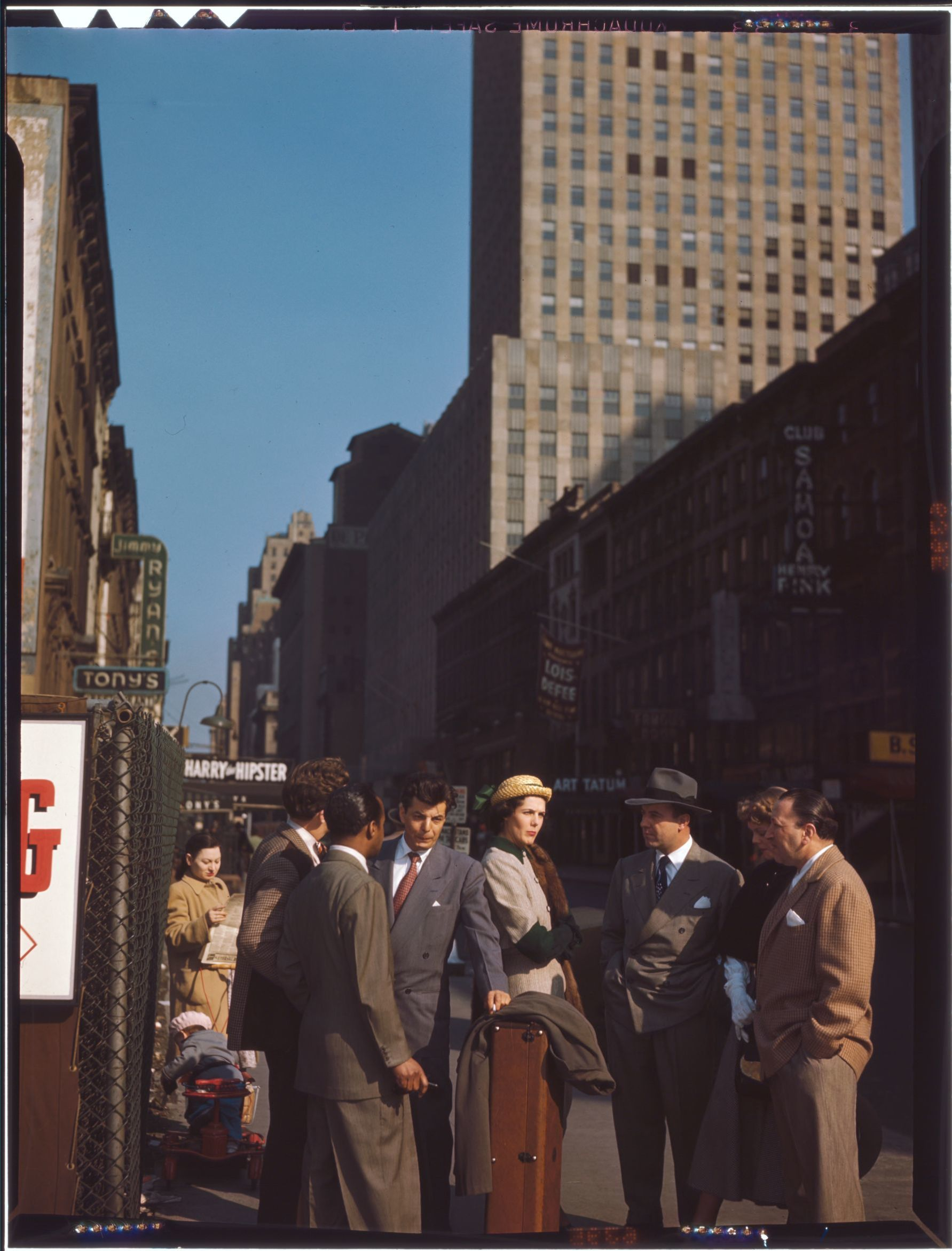
Toots Thielemans con Joe Marsala e Adele Girard sulla Cinquantaduesima strada.
Foto William P. Gottlieb.

### Album da solista
- 1955: The Sound[9]
- 1974: Captured Alive[9]
- 1974: Live[9]
- 1976: Live 2[9] (registrato nel 1975)
- 1978: Live 3[9]
- 1978: Slow Motion[9]
- 1978: Affinity[10] con Bill Evans
- 1980: Apple Dimple[9] (registrato nel 1979)
- 1982: Man bites harmonica[9] (registrato tra 1957 e 1958)
- 1985: Your Precious Love[9] (registrato nel 1984)
- 1986: The Soul of Toots Thielemans (registrato nel 1959)
- 1987: Ne Me Quitte Pas[9] (registrato nel 1986)
- 1988: Bluesette[10]
- 1992: Aquarela do Brasil[10] con Elis Regina (registrato nel 1969)
- 1992: The Brasil Project I[10]
- 1993: The Brasil Project II[10]
- 1994: Collage[10] (riedizione di un LP degli anni ottanta)
- 1994: East Coast-West Coast[10]
- 1995: For My Lady[10] con Shirley Horn e il suo trio
- 1997: Toots 75 (The Birthday Album)[10] (compilation)
- 1998: Chez Toots[10]
- 2000: The very best of Toots Thielemans (Hard to say Goodbye)[10]
- 2001: Toots Thielemans & Kenny Werner[10]
- 2006: One more for the road   Duetti con Lizz Wright, Madeleine Peyroux, Slije Nergard, Jamie Cullum, Beth Hart, Trijntje Oosterhuis, Till Bronner, Oleta Adams, Laura Fygi
- 2011: Ne Me Quitte Pas[10] (riedizione del disco registrato nel 1986)

### Collaborazioni
- con George Shearing: Beauty and the Beat (1958)
- con George Shearing: Shearing on Stage! (1959)
- con George Shearing & Dakota Staton: In the Night (1958)
- con Peggy Lee: Blues Cross Country (1962)
- con Peggy Lee: Somethin' Groovy! (1967)
- con Quincy Jones: Walking in Space (1969)
- con Quincy Jones: Smackwater Jack (A&M, 1971)
- con Brook Benton: Brook Benton Today (1970)
- con Melanie: Gather Me (1971)
- con John Denver: Aerie (1971)
- con John Denver: Farewell Andromeda (1973)
- con Svend Asmussen: Yesterday and Today (1973)
- con Beppe Wolgers: Dunderklumpen (1974)
- con Paul Simon: Still Crazy After All These Years (1975)
- con Oscar Peterson: The Oscar Peterson Big 6 at Montreux (1975)
- con Oscar Peterson: Live at the North Sea Jazz Festival, 1980 (1980)
- con Urbie Green: The Fox (1976)
- con Östen Warnerbring: Höresund (1979)
- con C.V. Jørgensen: Johnny Larsen (1979)
- con Bill Evans: Affinity (1979)
- con Dizzy Gillespie: Digital at Montreux, 1980 (1980)
- con Sarah Vaughan: Songs of The Beatles (1981)
- con Jaco Pastorius: Word of Mouth (1981)
- con Billy Joel: An Innocent Man (1983)
- con Julian Lennon: Valotte (1984)
- con Sivuca: Chiko's Bar (1985)
- con Mezzoforte: Check It Out (1986)
- con James Last: Theme from Der Landarzt (1987)
- con Svend Asmussen: Toots & Svend (1987)
- con Rosinha de Valença: Rosinha de Valença-Flavio Faria, feat. Toots Thielemans (1989)
- con Pat Metheny: Secret Story (1992)
- con Stéphane Grappelli: Bringing It Together (1995)
- con Åke Johansson Trio and Chet Baker: Chet & Toots (1998)
- con James Taylor: James Taylor at Christmas (2006)
- con Tito Puente: Live in Brussels (2011)

## Onorificenze e premi

### Titoli d'onore[11]
- Elevato a barone dal re Alberto II
- Commendatore dell'Ordine belga di Leopoldo
- Cavaliere dell'Ordine belga di Leopoldo II
- Cavaliere dell'Ordine francese delle Arti e delle Lettere
- Commendatore dell'Ordine brasiliano del Rio Branco
- Dottorato onorario delle università VUB e ULB

### Premi
- Nomination al Grammy Award per il miglior tema strumentale "Bluesette": 1964[12]
- Vincitore DownBeat strumenti vari (armonica): 1978→1996, 1999→2008, 2011, 2012
- Nomination al Grammy Award per il miglior album di grandi gruppi jazz "Affinity": 1980[13]
- Nomination al Grammy Award per il miglior assolo strumentale jazz "Bluesette": 1992
- Zamu Music Lifetime Achievement Award: 1994
- North Sea Jazz Bird premio: 1995[14]
- Premio Grammy per Best Engineered Album, Non-Classical "Q's Jook Joint": 1997
- Premio Edison Jazz alla carriera: 2001[15]
- Trofeo tedesco di jazz: 2004[16]
- Octaves de la Musique Album dell'anno "One More for the Road": 2006[17]
- Premio Zinneke di bronzo: 2006[18]
- Klara Premio alla carriera: 2007[19]
- NEA Jazz Master Award: 2009[20]
- Concertgebouw Jazz Award: 2009[21]
- Festival Jazz di San Sebastián Premio Donostiako: 2011[22]
- Membro onorario dell'Unione degli artisti dello spettacolo: 2011[23]
- Académie Charles Cros Premio alla carriera: 2012[24]
- Music Industry Lifetime Achievement Award: 2017[25]
- IFMCA Awards Miglior album di compilazione di musica da film “The Cinema of Quincy Jones” (nomina): 2017[26]

### Riferimenti del nome
- 2 tipi di armonica Hohner: Toots Mellow Tone[27] e Toots Hard Bopper[28]
- Toots Thielemans Jazz Awards a Bruxelles, dal 2007[29]
- Strade a Forest (Rue Toots Thielemans) e Middelburg (Toots Thielemansstraat)[30]
- Scuole a Bruxelles, E.F.A. A.R. Toots Thielemans[31], e Athénée Royal Toots Thielemans[32]
- Metropolitana di Bruxelles Stazione Toots Thielemans[33]
- Un asteroide, 13079 Toots[34]

Thielemans era cittadino onorario di Dinant, Molenbeek, Sint-Amands e La Hulpe